# Cratere Byrgius
Byrgius è un cratere lunare di 84,46 km situato nella parte sud-occidentale della faccia visibile della Luna.
Il cratere è dedicato all'astronomo svizzero Joost Bürgi.

## Crateri correlati
Alcuni crateri minori situati in prossimità di Byrgius sono convenzionalmente identificati, sulle mappe lunari, attraverso una lettera associata al nome.
| Byrgius | Coordinate            | Diametro (in km) |
| ------- | --------------------- | ---------------- |
| A       | 24°33′00″S 63°48′36″W | 18,45            |
| B       | 23°52′48″S 60°57′36″W | 23,03            |
| D       | 24°04′48″S 67°16′48″W | 27,06            |
| E       | 23°29′24″S 66°21′36″W | 17,19            |
| H       | 23°45′36″S 62°36′00″W | 21,33            |
| K       | 23°00′36″S 61°56′24″W | 14,98            |
| N       | 22°23′24″S 63°09′36″W | 22,85            |
| P       | 22°31′48″S 64°13′48″W | 18,68            |
| R       | 26°30′S 60°51′W       | 7,18             |
| S       | 26°03′36″S 61°46′12″W | 45,94            |
| T       | 25°03′36″S 61°36′00″W | 4,74             |
| U       | 25°50′24″S 67°21′36″W | 10,42            |
| V       | 26°04′12″S 67°54′00″W | 8,74             |
| W       | 26°07′12″S 68°38′24″W | 13,64            |
| X       | 25°44′24″S 65°33′00″W | 5,9              |